# Esther Staubli
Esther Staubli (Bern, 1979. október 3. –) svájci nemzetközi női labdarúgó-játékvezető. Polgári foglalkozása agrármérnök.

## Pályafutása
Játékvezetésből 1993-ban vizsgázott. A SFV Játékvezető Bizottságának (JB) minősítésével 2000-től országos bíró, 2014-től a Challenge League, majd a Super League játékvezetője. Küldési gyakorlat szerint rendszeres 4. bírói, illetve alapvonalbírói szolgálatot is végez. A női nemzeti bajnokságok rendszeres résztvevője.
| Időpont          | Mérkőzés típusa                 | Mérkőzés             |
| ---------------- | ------------------------------- | -------------------- |
| 2014. szeptember | első Challenge League mérkőzése | FC Wohlen–FC Le Mont |

A Svájci labdarúgó-szövetség JB terjesztette fel nemzetközi játékvezetőnek, a Nemzetközi Labdarúgó-szövetség (FIFA) 2006-tól tartja nyilván női bírói keretében. A FIFA JB központi nyelvei közül a németet beszéli. Az UEFA JB besorolás szerint az elit kategóriába tevékenykedik. Több nemzetek közötti válogatott (Női labdarúgó-világbajnokság, Női labdarúgó-Európa-bajnokság, Algarve-kupa), valamint Női UEFA-kupa klubmérkőzést vezetett, vagy működő társának 4. bíróként, illetve alapvonalbíróként segített.
A 2010-es U17-es női labdarúgó-világbajnokságon a FIFA JB bíróként foglalkoztatta.
| Időpont             | Helyszín                   | Mérkőzés típusa              | Mérkőzés       | Eredmény | Nézők száma |
| ------------------- | -------------------------- | ---------------------------- | -------------- | -------- | ----------- |
| 2010. szeptember 9. | Larry Gomes Stadion, Arima | csoportmérkőzés (D. csoport) | Ghána–Brazília | 1 – 0    | 2293        |

A  2012-es U20-as női labdarúgó-világbajnokságon, valamint a 2014-es U20-as női labdarúgó-világbajnokságon a FIFA JB bíróként alkalmazta.
| Időpont             | Helyszín                           | Mérkőzés típusa              | Mérkőzés                          | Eredmény | Nézők száma |
| ------------------- | ---------------------------------- | ---------------------------- | --------------------------------- | -------- | ----------- |
| 2012. augusztus 20. | Universiade Memorial Stadion, Kóbe | csoportmérkőzés (C. csoport) | Argentína–Kanad                   | 0 – 6    | 3468        |
| 2012. augusztus 22. | Urawa Komaba Stadion, Szaitama     | csoportmérkőzés (B. csoport) | Brazília–Nigéria                  | 1 – 1    | 2539        |
| 2012. szeptember 4. | Olimpiai Stadion, Tokió            | egyik elődöntő               | Nigérai–Amerikai Egyesült Államok | 0 – 2    | 28 306      |
| 2015. augusztus 5.  | Commonwealth Stadion, Edmonton     | csoportmérkőzés (B. csoport) | Kína–Brazília                     | 1 – 1    | 10 101      |
| 2014. augusztus 12. | Olimpiai Stadion, Montréal         | csoportmérkőzés (A. csoport) | Észak-Korea–Kanada                | 0 – 1    | 13 031      |

A 2011-es női labdarúgó-világbajnokságon, valamint a 2015-ös női labdarúgó-világbajnokságon a FIFA JB bíróként alkalmazta. 2011-ben 4. bíróként (tartalék) foglalkoztatták. A FIFA 2015 márciusában nyilvánosságra hozta annak a 29 játékvezetőnek (22 közreműködő valamint 7 tartalék, illetve 4. bíró) és 44 asszisztensnek a nevét, akik közreműködhettek Kanadában a 2015-ös női labdarúgó-világbajnokságon. A 9 európai játékvezető hölgy között szerepel a listán. A kijelölt játékvezetők és asszisztensek 2015. június 26-án Zürichben, majd két héttel a világtorna előtt Vancouverben vettek rész továbbképzésen, egyben végrehajtották a szokásos elméleti és fizikai Cooper-tesztet. Selejtező mérkőzéseket az UEFA, rájátszást a CONCACAF/COMNEBOL zónákban irányított. Világbajnokságon vezetett mérkőzéseinek száma: 2.
| Időpont              | Helyszín                               | Mérkőzés típusa                         | Mérkőzés                               | Eredmény | Nézők száma |
| -------------------- | -------------------------------------- | --------------------------------------- | -------------------------------------- | -------- | ----------- |
| 2009. szeptember 23. | Gamla Ullevi Stadion, Göteborg         | (2011 vb) előselejtező (8. csoport)     | Svédország–Belgium                     | 2 – 1    |             |
| 2013. november 23.   | Városi Stadion, Lovech                 | (2015 vb) előselejtező (7. csoport)     | Bulgária–Franciaország                 | 1 – 10   | 200         |
| 2014. április 5.     | Romeo Menti Stadion, Vicenza           | (2015 vb) előselejtező (2. csoport)     | Olaszország–Spanyolország              | 0 – 0    | 5400        |
| 2014. június 14.     | Brann Stadion, Bergen                  | (2015 vb) előselejtező (5. csoport)     | Norvégia–Görögország                   | 6 – 0    | 3412        |
| 2014. szeptember 17. | Városi Stadion, Lviv                   | (2015 vb) előselejtező (6. csoport)     | Ukrajna–Wales                          | 1 – 0    | 673         |
| 2014. október 30.    | Solitude Stadion, Belfast              | (2015 vb) előselejtező (4. csoport)     | Hollandia–Skócia                       | 2 – 0    | 519         |
| 2014. december 2.    | Hasely Crawford Stadion, Port of Spain | (2015 vb) rájátszás (CONCACAF/COMNEBOL) | Trinidad és Tobago–Ecuador             | 0 – 1    |             |
| 2015. június 9.      | Olimpiai Stadion, Montréal             | csoportmérkőzés (E. csoport)            | Brazília–Dél-Korea                     | 2 – 0    | 10 175      |
| 2015. június 22.     | TD Place Stadion, Ottawa               | egyik nyolcaddöntő                      | Norvég női labdarúgó-válogatott–Anglia | 1 – 2    | 19 829      |

A 2013-as női labdarúgó-Európa-bajnokságon az UEFA JB játékvezetőként foglalkoztatta.
| Időpont           | Helyszín                     | Mérkőzés típusa                     | Mérkőzés                                                     | Eredmény | Nézők száma |
| ----------------- | ---------------------------- | ----------------------------------- | ------------------------------------------------------------ | -------- | ----------- |
| 2011. október 26. | Municipal Stadion, Barcelos  | (2013 Eb) előselejtező (7. csoport) | Portugália–Dánia                                             | 0 – 1    | 612         |
| 2013. július 13.  | Örjans VallStadion, Halmstad | csoportmérkőzés (A. csoport)        | Olasz női labdarúgó-válogatott–Dán női labdarúgó-válogatott  | 2 – 1    | 2190        |
| 2013. július 17.  | Guldfågeln Arena, Kalmar     | csoportmérkőzés (B. csoport)        | Németország–Norvég női labdarúgó-válogatott                  | 0 – 1    | 10 346      |
| 2013. július 24.  | Gamla Ullevi, Göteborg       | egyik elődöntő                      | Svéd női labdarúgó-válogatott–Német női labdarúgó-válogatott | 0 – 1    | 16 608      |

A 2016. évi nyári olimpiai játékokon a FIFA JB bírói szolgálatra jelölte.
| Időpont            | Helyszín                                        | Mérkőzés típusa              | Mérkőzés                     | Eredmény | Nézők száma |
| ------------------ | ----------------------------------------------- | ---------------------------- | ---------------------------- | -------- | ----------- |
| 2016. augusztus 6. | Estádio Olímpico João Havelange, Rio de Janeiro | csoportmérkőzés (E. csoport) | Dél-afrikai Köztársaság–Kína | 0 – 2    | 25 000      |
| 2016. augusztus 9. | Arena Fonte Nova, Salvador da Bahia             | csoportmérkőzés (F. csoport) | Ausztrália–Zimbabwe          | 6 – 1    | 5115        |

A 2014-es Algarve-kupa labdarúgó tornán a FIFA JB játékvezetőként vette igénybe. A labdarúgó torna egyben a 2015-ös női labdarúgó-világbajnokság főpróbája volt.
| Időpont           | Helyszín                        | Mérkőzés típusa              | Mérkőzés                                       | Eredmény | Nézők száma |
| ----------------- | ------------------------------- | ---------------------------- | ---------------------------------------------- | -------- | ----------- |
| 2014. március 6.  | Complex Nora Stadion, Ferreiras | csoportmérkőzés (4. csoport) | Mexikó–Magyarország                            | 1 – 0    | 38 000      |
| 2013. március 11. | Városi Stadion, Lagos           | csoportmérkőzés (B. csoport) | Svéd női labdarúgó-válogatott–Egyesült Államok | 1 – 1    | 750         |

Az UEFA JB küldése alapján irányította a 2015-ös Női UEFA-kupa döntőt.
| Időpont         | Helyszín                                | Mérkőzés típusa | Mérkőzés                             | Eredmény | Nézők száma |
| --------------- | --------------------------------------- | --------------- | ------------------------------------ | -------- | ----------- |
| 2015. május 14. | Friedrich-Ludwig-Jahn-Sportpark, Berlin | döntő           | 1. FFC Frankfurt–Páris Saint-Germain | 2 – 1    | 17 147      |

A Nemzetközi Labdarúgás-történeti és -statisztikai Szövetség (International Federation of Football History & Statistics) (IFFHS) a 2013-as és a 2014-es év szakmai eredményessége alapján az év tíz legjobb női labdarúgó-játékvezetője közé rangsorolta. 2013-ban Jenny Palmqvist mögött a 3. helyen, 2014-ben Carol Anne Chenard mögött a 4. helyen végzett.